# Maurane

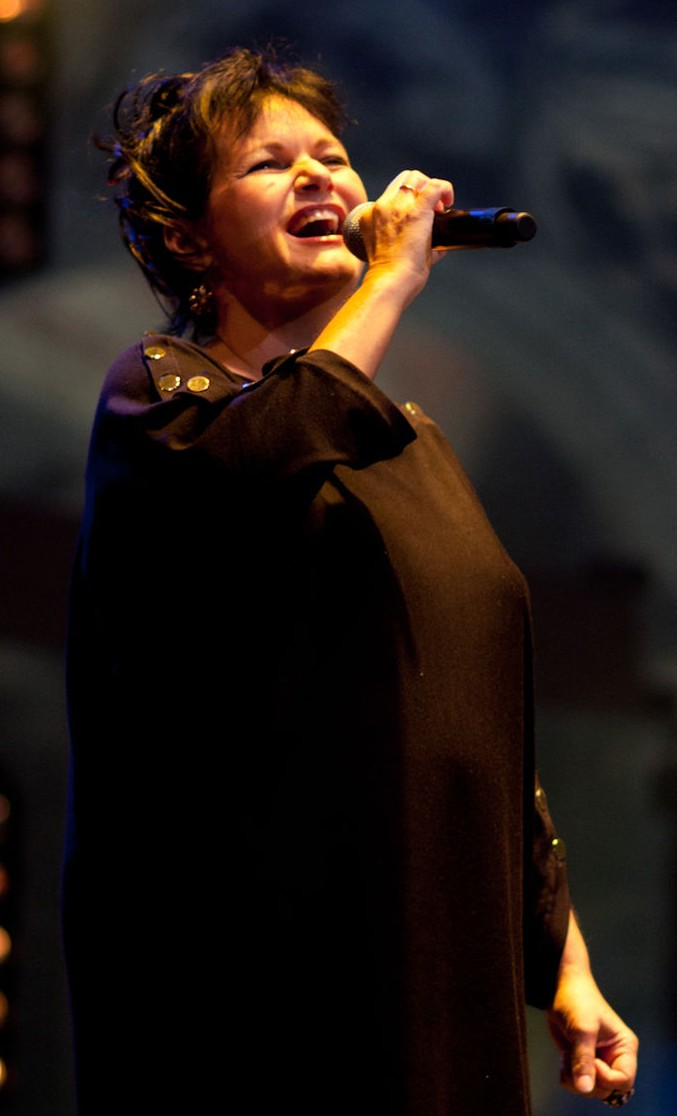
Maurane in 2011

Maurane, artiestennaam van Claudine Luypaerts (Elsene, 12 november 1960 - Schaarbeek, 7 mei 2018), was een Belgische zangeres.

## Biografie
Claudines  vader, de componist, dirigent en pianist Guy-Philippe Luypaerts, was in haar jeugdjaren directeur van de Stedelijke Muziekacademie van Verviers, haar moeder Jeannie Patureaux was pianopedagoge. Hierdoor kwam ze op jonge leeftijd in aanraking met de muziekwereld. Ze begon op 8-jarige leeftijd met vioollessen, maar leerde zichzelf piano- en gitaarspel. In 1979 deed ze onder de naam 'Claudie Claude' mee aan de wedstrijd Brel en mille temps, met Philippe Lafontaine. De Franse songschrijver Pierre Barouh ontdekte haar bij die gelegenheid. Hij bracht op zijn label Saravah in 1980 haar eerste single uit, J'me roule en boule. Als nieuw pseudoniem koos ze 'Claude Maurane', later alleen 'Maurane', een naam ontleend aan de theater-, film- en tv-regisseur Francis Morane (1940-2002), die ze bewonderde.
Mauranes carrière brak door in 1985, toen ze optrad in het Forum des Halles in Parijs. Een jaar later verscheen haar eerste album Danser. In 1988 speelde ze de rol van 'Marie-Jeanne' in de tweede versie van de komische rockopera Starmania, die zes maanden liep in het Théâtre de Paris. Haar tweede album Maurane verscheen in 1989, haalde vijfmaal platina en leverde enkele grote hits op, vooral Toutes Les Mamas scoorde hoog. In 1991 bracht Maurane het succesalbum Ami ou Ennemi uit, goed voor 15 platina platen. Grote hitsingles werden Du Mal, Mentir, Tu es mon autre (een duet met Lara Fabian) en vooral Sur un prélude de Bach, een arrangement door Jean-Claude Vannier van een preludium van Bach.  Maurane werkte later nog regelmatig samen met Vannier. Ze verkocht meer dan 3 miljoen albums en singles waarvan 1,7 miljoen in Frankrijk.
Maurane heeft ook geacteerd in een aantal speelfilms, met als bekendste La Tête en friche van Jean Becker uit 2010, waarin ze speelde met onder anderen Gérard Depardieu en Gisèle Casadesus.
Ze was korte tijd getrouwd met de Spaans-Belgische zanger Pablo Villafranca, met wie ze ook na de scheiding bleef samenwerken, in onder meer Différente, Sur un prélude de Bach en Désillusionniste. In 1993 werd hun dochter geboren. 
Maurane overleed zeer onverwacht op 57-jarige leeftijd. Ze werd op 7 mei 2018 dood aangetroffen. Haar laatste optreden had enkele dagen eerder plaatsgevonden, voor het eerst nadat ze sinds 2016 niet had kunnen zingen door stembandoedeem. Hoewel haar dood niet als verdacht werd aangemerkt, gelastte de magistraat van het Brusselse parket een onderzoek naar de doodsoorzaak.

## Onderscheidingen
- 2001:  Frankrijk: ridder in de Orde van Kunsten en Letteren, in 2011 bevorderd tot officier
- 2003:  België: ridder in de Kroonorde

## Filmografie
- 1987: Carnaval  van Ronny Coutteure (tv-film)
- 1998: Le Comptoir van Sophie Tatischeff
- 2005: Palais Royal! van Valérie Lemercier
- 2010: La Tête en friche van Jean Becker
- 2014: Bon Rétablissement! van Jean Becker
- 2018 : Le Collier rouge van Jean Becker